# ارتش چهارم جدید
ارتش چهارم جدید (انگلیسی: New Fourth Army) یک واحد از بود ارتش انقلابی ملی از جمهوری چین (۱۹۴۹–۱۹۱۲) بود که بر خلاف بیشتر ارتش انقلابی ملی، این ارتش تحت کنترل حزب کمونیست چین و نه به حکم کومینتانگ بود. ارتش چهارم جدید و ارتش هشتم مسیر از سال ۱۹۳۸ دو نیروی اصلی کمونیست بودند. ارتش چهارم جدید در جنوب این کشور رودخانه یانگ‌تسه فعال بود، در حالی که ارتش هشتم مسیر در یان‌آن شمال غربی چین.